# راديو فرنسا الدولي
راديو فرنسا الدولي (بالفرنسية: Radio France Internationale)‏ تم إنشاؤه عام 1975 كجزء من راديو فرنسا بواسطة حكومة فرنسا؛ وسنة 1986 قام البرلمان الفرنسي بتغيير القانون ليسمح لراديو فرنسا الدولي بالعمل بشكل مستقل عن راديو فرنسا؛ راديو فرنسا الدولي يعمل تحت إشراف وزارة الخارجية الفرنسية؛ ويتم البث باللغة الفرنسية وأيضا باللغات الإنجليزية والإسبانية والبرتغالية والرومانية والروسية والفارسية والصينية والفايتنامية والكمبودية.

## وصلات خارجية
- راديو فرنسا الدولي (بالفرنسية)
- راديو فرنسا الدولي (بالإنجليزية)
- "مونت كارلو الدولية - فرانس 24 - مونت كارلو الدولية (بالعربية)